# Gare de Gardanne
La gare de Gardanne est une gare ferroviaire française de la ligne de Lyon-Perrache à Marseille-Saint-Charles (via Grenoble), située sur le territoire de la commune de Gardanne, dans le département des Bouches-du-Rhône, en région Provence-Alpes-Côte d'Azur.
Elle est mise en service en 1877 par la Compagnie des chemins de fer de Paris à Lyon et à la Méditerranée (PLM) et entièrement rénovée en 2008.
C'est une gare voyageurs de la Société nationale des chemins de fer français (SNCF), desservie par des trains TER PACA.

## Situation ferroviaire
Établie à 200 mètres d'altitude, la gare de Gardanne est situé au point kilométrique (PK) 419,361 de la ligne de Lyon-Perrache à Marseille-Saint-Charles (via Grenoble), entre les gares d'Aix-en-Provence et de Simiane.
Gare de bifurcation, Gardanne est également la gare terminus de la ligne de Carnoules à Gardanne. Partiellement fermée, cette ligne a notamment un trafic marchandise entre Gardanne et Peynier-Rousset.

## Histoire
La station de Gardanne est mise en service le 15 octobre 1877 par la Compagnie des chemins de fer de Paris à Lyon et à la Méditerranée (PLM), lorsqu'elle ouvre à l'exploitation la ligne directe de Marseille à Aix par Gardanne
Le 9 décembre 2006, la section d'Aix à Marseille est fermée pour être modernisée pour travaux, elle est rouverte le 14 décembre 2008. La gare de Gardanne est rénovée comme les autres anciennes gares de la ligne : Simiane, Septèmes et Sainte-Marthe, trois nouveaux arrêts sont également créés : Saint-Antoine, Picon Busserine et Saint-Joseph.

## Fréquentation
De 2015 à 2023, selon les estimations de la SNCF, la fréquentation annuelle de la gare s'élève aux nombres indiqués dans le tableau ci-dessous.
| Année                               | 2015    | 2016    | 2017    | 2018    | 2019    | 2020    | 2021    | 2022    | 2023    |
| ----------------------------------- | ------- | ------- | ------- | ------- | ------- | ------- | ------- | ------- | ------- |
| Nombre de voyageurs                 | 517 026 | 524 454 | 561 982 | 414 788 | 366 421 | 194 015 | 252 708 | 324 497 | 334 723 |
| Nombre de voyageurs + non voyageurs | 646 283 | 655 568 | 702 478 | 518 485 | 458 027 | 242 519 | 315 885 | 405 621 | 418 404 |

## Service des voyageurs

### Accueil
Gare SNCF, elle dispose d'un bâtiment voyageurs avec du personnel permanent présent. Son guichet d'information et de vente des titres de transport est ouvert tous les jours. Elle est équipée d'un distributeur de billets TER, de trois composteurs et un « validateur Billettique ». L'accès aux quais se fait par une passerelle et un ascenseur.

### Desserte
Gardanne est desservie par la ligne Ter no 12 de Marseille à Aix-en-Provence et à Pertuis, et par la ligne no 13 de Marseille-Manosque-Gap-Briançon.

### Intermodalité
La gare est « connectée » avec les transports de la ville, le réseau des bus urbains et les taxis.

## Service des marchandises
Cette gare est ouverte au service du fret. Elle dessert également d'importantes installations terminales embranchées.